# カール・ウェザース
カール・ウェザース（Carl Weathers, 1948年1月14日 - 2024年2月1日）は、アメリカ合衆国ルイジアナ州ニューオーリンズ出身の俳優である。俳優になる前はフットボールの選手であった。

## 経歴
ロングビーチ工業高校在籍時からフットボールの名選手として名を馳せ、奨学金を得てサンディエゴ州立大学へ進学。大学卒業後にオークランド・レイダースやブリティッシュ・コロンビア・ライオンズでラインバッカーとしてプレーした。1974年に本格的に俳優に転進するために引退。
俳優として数本のテレビドラマに出演した後、『女記者フライデー/謎の暗殺計画』で映画デビューを果たす。ウェザースの名が有名になったのは1976年公開の映画『ロッキー』である。無敵のヘビー級チャンピオンであるアポロ・クリードを演じたウェザースの演技と身体能力は高く評価され、『ロッキー4/炎の友情』で壮絶な最期を遂げるまでの以後3本の続編において、主人公のライバルにして親友という重要な役どころを演じきった。
主演と脚本を兼任したシルヴェスター・スタローンとのオーディションを兼ねた本格的な打ち合いの中で、主役のスタローンの頭にコブができるほどパンチを当てたうえ、「もっと本格的なボクサーならきちんとしたボクシングができた」と言い放ったが、監督のジョン・G・アヴィルドセンが「彼が主役で、脚本も彼が書いたんだ」と説明するとウェザースは「大丈夫。きっと回復するさ」と開き直り現場の笑いを誘ったというエピソードがある。このウェザースの人柄がアポロ役に相応しいとスタローンは考え、ウェザースが役を勝ち取る事となった。このエピソードやウェザースによる作品解説（一部）などは『ロッキー』のDVDで聴くことができる。
1987年の映画『プレデター』では、ディロン役でアーノルド・シュワルツェネッガーと共演を果たす。その後はアクション・サスペンス・SF・コメディなど幅広いジャンルの作品に出演し実績を重ねている。
また、俳優以外にもBig Brothers Big Sisters of Americaやアメリカオリンピック委員会の委員としても活動している。
2024年2月1日、ロサンゼルスの自宅で睡眠中に死去。76歳没。死因は公表されていない。訃報に対し、俳優のアーノルド・シュワルツェネッガーは自身のＸ（旧ツイッター）で「カール・ウェザースはいつだって伝説の選手だ。並外れたアスリートであり、素晴らしい俳優であり、偉大な人間だ。彼がいなければ『プレデター』は作れなかった」「撮影現場でもそれ以外でも、彼と一緒にいる時間はすべて純粋な喜びだった」などと追悼。インスタグラムではストーリーで「プレデター」の一場面とみられる画像をアップした。同様にシルヴェスター・スタローンも、『ロッキー3』（82年）の有名なラストシーンとして知られるロッキーとアポロのファイトシーンが描かれたバーの壁を前に、「とてつもなく悲しい日になってしまった。カール・ウェザースは私の人生の成功になくてはならない存在だった」と語る動画をインスタグラムに投稿。「私の成功において不可欠な部分を占めていた。彼の人生に関われたことは光栄」「声、体格、パワー、運動能力、そして最も重要なのは彼の心。すべてにおいて素晴らしかった。彼がいなかったら、『ロッキー』はなかった」と沈痛な面持ちで語り、人柄や卓越した才能を称賛。「彼は魔法のようだった。彼の人生の一部になれたことは本当に幸運だった。アポロ、パンチを打ち続けてくれ」と締めくくり、追悼のメッセージを送った。SNSでも日本の映画ファンが盛んに反応。「アポロという最強の相手、かつ掛け替えのない盟友がいたからこそ、ロッキーは名作」「ロッキーもプレデターも、彼なしでは語れないよね」「シルベスター・スタローン、アーノルド・シュワルツェネッガーの二大スターと堂々と渡り合った名バイプレイヤー」などと名作の数々を列挙しながら、悼む声が相次いだ。

## 主な出演作品

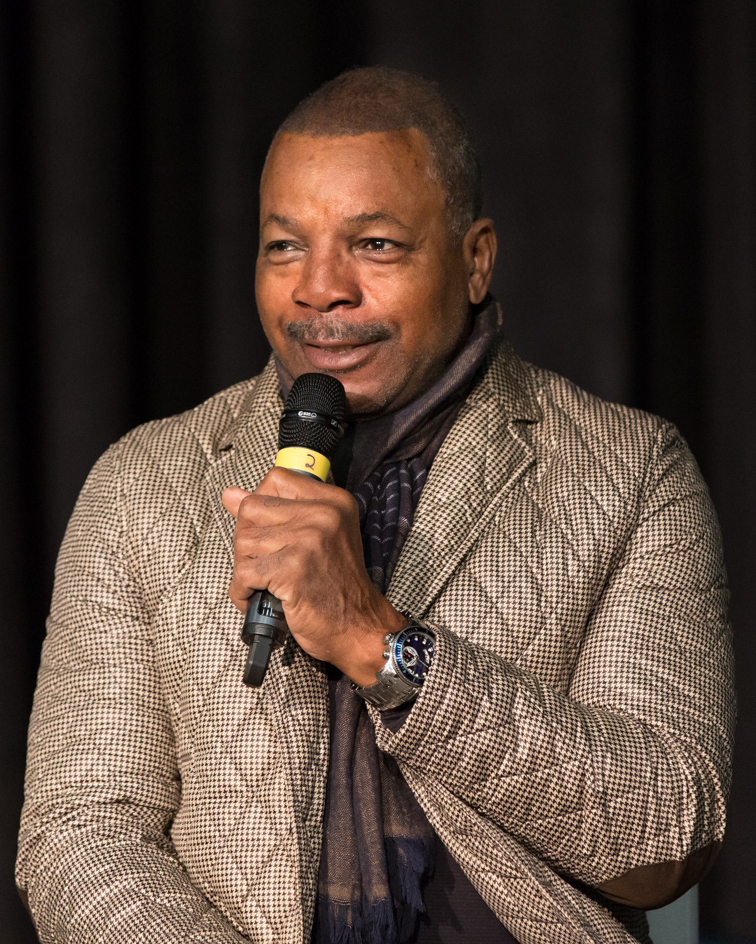
2015年

日本語吹替は、主に内海賢二が担当している。

### 映画
| 公開年 | 邦題 原題                                                                                | 役名                                                     | 備考                               |
| ------ | ---------------------------------------------------------------------------------------- | -------------------------------------------------------- | ---------------------------------- |
| 1973   | ダーティハリー2 Magnum Force                                                             |                                                          | クレジットなし                     |
| 1975   | 女記者フライデー/謎の暗殺計画 Friday Foster                                              | ヤーブロ                                                 |                                    |
| 1976   | ロッキー Rocky                                                                           | アポロ・クリード                                         |                                    |
| 1977   | 未知との遭遇 Close Encounters of the Third Kind                                          | ロイを問い詰めるMP                                       | 初公開版のみ収録、特別編以降カット |
| 1977   | タッチダウン Semi-Tough                                                                  | ドリーマー・テイタム                                     |                                    |
| 1977   | 戦慄!病院襲撃 The Hostage Heart                                                          | ベイトマン・フック                                       | テレビ映画                         |
| 1978   | ナバロンの嵐 Force 10 From Navarone                                                      | ウィーヴァー軍曹                                         |                                    |
| 1978   | バミューダの謎/魔の三角水域に棲む巨大モンスター! The Bermuda Depths                      | エリック                                                 | テレビ映画                         |
| 1979   | ロッキー2 Rocky II                                                                       | アポロ・クリード                                         |                                    |
| 1981   | デス・ハント Death Hunt                                                                  | ジョージ・ワシントン・リンカーン・”サンドッグ”・ブラウン |                                    |
| 1982   | ロッキー3 Rocky III                                                                      | アポロ・クリード                                         |                                    |
| 1985   | ロッキー4/炎の友情 Rocky IV                                                              | アポロ・クリード                                         |                                    |
| 1986   | 新・手錠のままの脱獄 The Defiant Ones                                                    | カレン・モンロー                                         | テレビ映画                         |
| 1987   | プレデター Predator                                                                      | アル・ディロン大佐                                       |                                    |
| 1987   | アクション・ジャクソン/大都会最前線 Action Jackson                                       | ジェリコー・ジャクソン巡査部長                           |                                    |
| 1988   | 黒豹刑事ブレイカー Braker                                                                | ハリー・ブレイカー                                       | テレビ映画                         |
| 1992   | ハリケーン・スミス Hurricane and Smith / Dead on Delivery                                | ビリー“ハリケーン”・スミス                               |                                    |
| 1995   | オプ・センター OP Center                                                                 | マイク・ロジャース将軍                                   | テレビ映画                         |
| 1996   | 俺は飛ばし屋/プロゴルファー・ギル Happy Gilmore                                          | デリック“チャブス”・ピーターソン                         |                                    |
| 1997   | シャドー・ウォリアーズ/地獄の要塞 Shadow Warriors: Assault on Devil's Island             | ロイ・ブラウン                                           | テレビ映画                         |
| 1999   | シャドー・ウォリアーズ II/地獄の化学兵器 Shadow Warriors II: Hunt for the Death Merchant | ロイ・ブラウン                                           | テレビ映画                         |
| 2000   | リトル★ニッキー Little Nicky                                                             | デリック“チャブス”・ピーターソン                         |                                    |
| 2004   | バルト 大空に向かって Balto III: Wings of Change                                         | カービィ                                                 | アニメ映画、声の出演               |
| 2005   | 宇宙戦争2008 Alien Siege                                                                 | スカイラー将軍                                           | テレビ映画                         |
| 2007   | 鉄板スポーツ伝説 The Comebacks                                                           | フレディ・ワイズマン                                     |                                    |
| 2012   | バトル・オブ・パシフィック American Warships                                             | マクラケン将軍                                           | テレビ映画                         |
| 2015   | クリード チャンプを継ぐ男 Creed                                                          | アポロ・クリード                                         | 回想シーン                         |
| 2019   | トイ・ストーリー4 Toy Story 4                                                            | コンバット・カール                                       | アニメ映画、声の出演               |
| 2021   | ロッキーVSドラゴ ROCKY IV Rocky IV: Rocky vs. Drago                                      | アポロ・クリード                                         | 『ロッキー4/炎の友情』の再構築版   |

### テレビドラマ
| 公開年    | 邦題 原題                                                  | 役名                       | 備考                              |
| --------- | ---------------------------------------------------------- | -------------------------- | --------------------------------- |
| 1986      | マッチョ刑事 Fortune Dane                                  | フォーチュン・デーン       | 主演、5エピソード                 |
| 2003-2005 | ブル〜ス一家は大暴走! Arrested Development                 | カール・ウェザース         | 4エピソード                       |
| 2003&2007 | ザ・シールド ルール無用の警察バッジ The Shield             | ジョー・クラーク           | 2エピソード                       |
| 2008      | ER緊急救命室 ER                                            | ルイ・テイラー             | 1エピソード                       |
| 2016      | Colony                                                     | ボルトン“ボー”・ミラー     | 7エピソード                       |
| 2016-2017 | シカゴ・ファイア Chicago Fire                              | マーク・ジェフリーズ州検事 | 2エピソード                       |
| 2016-2017 | シカゴ P.D. Chicago P.D.                                   | マーク・ジェフリーズ州検事 | 4エピソード                       |
| 2017      | Chicago Justice                                            | マーク・ジェフリーズ州検事 | 主演、13エピソード                |
| 2018      | LAW & ORDER:性犯罪特捜班 Law & Order: Special Victims Unit | マーク・ジェフリーズ州検事 | 1エピソード                       |
| 2018      | 私立探偵マグナム Magnum P.I.                               | ダン・ソーヤー             | 1エピソード                       |
| 2019-2023 | マンダロリアン The Mandalorian                             | グリーフ・カルガ           | 10エピソード、2エピソードで監督も |